# Рослова, Анна Сергеевна
А́нна Серге́евна Ро́слова (1904, Глазово, Сельское поселение Пешковское — 1977) — советский научный деятель, доцент, кандидат исторических наук, директор МГИАИ (1950—1962).

## Биография
Анна Рослова родилась в 1904 году в деревне Глазово Московской губернии. Отец был кузнецом, умер в 1910 году, мать — крестьянка, умерла в 1906 году. Анну воспитывала мачеха.
В 1926 году окончила Московский областной педагогический техникум им. Профинтерна (ныне Московский государственный областной университет), в 1931 году — вечерний педагогический институт. В 1933—1937 годах находилась на партийной работе, одновременно училась в трёхгодичном Коммунистическом университете им. Я. М. Свердлова. В 1937 году направлена ЦК ВКП(б) на учёбу в Институт красной профессуры. В январе 1938 года в связи с его ликвидацией зачислена в аспирантуру исторического факультета МГУ, где одновременно работала ассистентом на кафедре истории СССР. С июля 1941 по ноябрь 1942 года, находясь в эвакуации, преподавала в Куйбышевском финансово-экономическом техникуме.
В ноябре 1942 года была вызвана в Москву и решением ЦК ВКП(б) утверждена инструктором отдела вузов и научных учреждений управления кадров ЦК ВКП(б). В декабре 1948 года по решению ЦК ВКП(б) направлена на годичные курсы при Академии общественных наук (ныне Российская академия государственной службы) для защиты диссертации, которая состоялась 19 мая года. С августа 1950 по июнь 1962 года являлась директором Московского историко-архивный института.
В июне 1960 года в Москве состоялось Всесоюзное совещание по вопросам механизации труда инженерно-технических работников и работников административно-управленческого аппарата. Там был поставлен вопрос о необходимости подготовки кадров высшей квалификации по организации делопроизводства в государственном аппарате. На совещании с докладом «О перестройке учебного процесса в Московском государственном историко-архивном институте» выступила Анна Сергеевна Рослова, которая подчеркнула, что Институт готов взять на себя подготовку специалистов в области делопроизводства.
Скончалась в 1977 году.
22 марта 2004 года в актовом зале института состоялся вечер, посвящённый 100-летию со дня рождения Анны Сергеевны Рословой.

## Оценка
Анна Сергеевна Рослова упоминается в ряде работ по архивоведению и в воспоминаниях некоторых преподавателей и выпускников института как талантливый руководитель, способствовавший созданию творческой атмосферы в коллективе, изданию учебных пособий по специальным историческим дисциплинам, привлечением к участию талантливых учёных в преподавании и созданию условий для учёбы и отдыха студентов.
В 2004 году, когда отмечалось столетие со дня её рождения, «о времени её руководства преподаватели и выпускники говорили как о „золотом веке“ МГИАИ». Заслуженный профессор РГГУ, доктор исторических наук, академик РАО Сигурд Шмидт подчеркнул следующее:
Анна Сергеевна сумела в сталинские времена создать обстановку непреследования: она не терпела доносы. И в период космополитизма, уволив преподавателя, позволившего себе в пижаме принимать студенток, на его место она взяла Людмилу Марковну Зак, фронтовичку, гвардии капитана, "с пятым пунктом".
Доктор исторических наук, профессор Александр Степанский, который проходил обучение в институте в 1950-х годах, вспоминал:
Для своего времени институт был во многих отношениях счастливым исключением. Здесь, по существу, не было идеологических погромов и кадровых чисток. Соблюдая неизбежные требования официальной идеологии, нас вместе с тем учили тому, что история - точная наука, учили методам установления исторической правды.
В МГИА А. А. Рослова была известна как «матушка» и «Нюша».